# Мяловицький Анатолій Володимирович
Анатолій Володимирович Мяловицький (1 серпня 1925, село Чехова, тепер Ружинського району Житомирської області — 5 березня 2021, місто Київ) — український радянський партійний діяч, головний редактор журналу «Комуніст України». Депутат Верховної Ради УРСР 10—11-го скликань. Кандидат у члени ЦК КПУ в 1976—1990 р. Кандидат філософських наук (1966), доцент.

## Біографія
Народився в селянській родині. До початку німецько-радянської війни закінчив 9 класів Копилівської середньої школи Макарівського району Київської області.
З лютого 1944 року — у Радянській армії: писар-каптенармус 262-го стрілецького Неманського полку 184-ї стрілецької дивізії 3-го Білоруського фронту. Учасник Другої світової війни.
Після демобілізації, у 1947 році закінчив Макарівську середню школу Київської області.
У 1952 році закінчив юридичний факультет Київського державного університету імені Тараса Шевченка.
У 1952—1955 роках — ревізор, старший ревізор Ровенської обласної нотаріальної контори.
Член КПРС з 1955 року.
У 1955—1961 роках — інструктор Ровенського міського комітету КПУ, лектор Ровенського обласного комітету КПУ.
У 1961—1965 роках — асистент, старший викладач кафедри марксизму-ленінізму Українського інституту інженерів водного господарства в місті Рівне.
У 1965—1966 роках — аспірант при кафедрі філософії Київського державного університету імені Тараса Шевченка. Захистив дисертацію на тему «Розвиток шлюбно-сімейних відносин при переході від соціалізму до комунізму» (1966).
У 1966—1968 роках — в.о.доцента, доцент кафедри політекономії і філософії, секретар партійного комітету Українського інституту інженерів водного господарства в місті Рівне.
У 1968 — 22 жовтня 1971 року — секретар Ровенського обласного комітету КПУ з ідеології.
У 1971—1975 роках — 1-й заступник завідувача відділу пропаганди і агітації ЦК КПУ.
У 1975 — серпні 1991 року — головний редактор журналу «Комуніст України».
Одночасно у 1983—1987 роках — доцент кафедри теорії і практики партійно-радянської преси факультету журналістики Київського державного університету імені Шевченка. Читав курс «Теорія і практика журналістської майстерності».
Потім — на пенсії в місті Києві. Помер 5 березня 2021 року.

## Праці
- Мяловицкий А. В., Попов Н. В. Коммунистическое мировоззрение и формирование нового человека. Киев : Политиздат Украины, 1984. 247 с.
- Питання атеїстичного виховання трудящих у виступах засобів масової інформації / А.В.Мяловицький // Український історичний журнал. – 1986. – № 2. – С. 64-70.
- Культура побуту — сила нації: Книга корисних порад / А. В. Мяловицький, Г. А. Оганян . – Київ : Україна, 2001 . – 350 с.

## Звання
- сержант

## Нагороди
- орден Трудового Червоного Прапора
- орден «Знак Пошани»
- орден Вітчизняної Війни 1-го ст.(1985)
- орден Червоної Зірки (1945)
- медалі
- Почесна грамота Президії Верховної Ради Української РСР
- Заслужений журналіст Української РСР